# La Rouxière
La Rouxière è un comune francese soppresso e comune delegato del dipartimento della Loira Atlantica nella regione dei Paesi della Loira. Dal 1º gennaio 2016 si è fuso con i comuni di La Chapelle-Saint-Sauveur, Belligné e Varades per formare il nuovo comune di Loireauxence.

## Società

### Evoluzione demografica
Abitanti censiti